# Acalolepta acanthocinoïdes
Acalolepta acanthocinoïdes är en skalbaggsart. Acalolepta acanthocinoïdes ingår i släktet Acalolepta och familjen långhorningar.

## Underarter
Arten delas in i följande underarter:
- A. a. acanthocinoïdes
- A. a. auripilis